# Geoffrey Robinson
Geoffrey Robinson, född 25 maj 1938 i Sheffield i Yorkshire, är en brittisk politiker (Labour). Han var ledamot av underhuset för Coventry North West mellan 1976 och 2019.